# Hugo Maréchal
Hugo Maréchal (* 15. Januar 1955 in Sint-Pieters-Leeuw) ist ein ehemaliger belgischer Radrennfahrer und nationaler Meister im Radsport.

## Sportliche Laufbahn
Maréchal war im Straßenradsport und im Bahnradsport aktiv. 1975 holte er bei den belgischen Bahnmeisterschaften die Titel im Zeitfahren und im Tandemrennen mit Roger Cuypers als Partner. In der Meisterschaft 1976 verteidigten beide den Titel auf dem Tandem. Vizemeister wurde er 1974 im Sprint und im Zeitfahren, 1976 und 1977 im Zeitfahren. Meisterschaftsdritter wurde er 1975 im Sprint und 1978 im Zeitfahren. Mit der Nationalmannschaft bestritt er einige Länderkämpfe. Bei den Bahnradsport-Weltmeisterschaften 1975 wurde er 14. im Zeitfahren, im Tandemrennen schied er im Viertelfinale aus. Auf der Straße hatte er keine Erfolge.